# Житіє святого Теотонія
«Житіє́ свято́го Теото́нія» (лат. Vita Sancti Theotonii) — португальський середньовічний біографічний твір, присвячений святому Теотонію. Написаний середньовічною латинською мовою у 1190-х роках в Коїмбрському монастирі Святого Хреста. Важлива пам'ятка португальської християнської літератури. Містить унікальні відомості про життя Теотонія, а також факти з історії Католицької Церкви, Португальського королівства та Реконісти у XII столітті. Вперше опубліковане 1856 року в Лісабоні, у «Portugaliæ Monumenta Historica». Видане у перекладі сучасною португальською мовою 1987 року в Коїмбрі. 